# 三站镇 (通河县)
三站镇，是中华人民共和国黑龙江省哈尔滨市通河县下辖的一个镇，位于通河县城东部，东邻祥顺镇，南与乌鸦泡镇接壤。
2017年12月28日，黑龙江省民政厅批复同意撤销三站乡，设立三站镇。

## 行政区划
三站镇下辖以下地区：
一村、二村、三村、四村、老站村、兴凤山村、洪胜村、建兴村、三合村、乌拉浑林场和水产养殖场。